# اسلام و خشونت
متون و آموزه‌های اسلام در برخی موارد به خشونت ارتباط داده شده‌اند. نگرش‌ها و قوانینی، هم دربارهٔ خشونت، و هم دربارهٔ پرهیز از خشونت و صلح در سنت اسلامی وجود دارند.

## خشونت در اسلام
حملات ۱۱ سپتامبر در ایالات متحده آمریکا و همچنین فعالیت‌های دیگر مرتبط با تروریسم اسلامی در قرن ۲۱م باعث شده است که بسیاری از افراد به دین اسلام اتهام خشونت بزنند. از سوی دیگر، آموزه‌های قرآن در مورد جنگ و صلح بحث‌های زیادی را به‌راه انداخته است. منتقدان می‌گویند قرآن در آیه‌های مختلفی به مسلمانان اجازه داده است تا با ناباوران به این دین در زمان زندگیِ محمد و بعد از آن در جنگ باشند و آن‌ها را نابود کنند. از سوی دیگر آیاتی هم وجود دارد که مسلمانان را تنها با جنگ با مشرکینی دعوت می‌کند که به آن‌ها حمله کرده‌اند. محققان مدافع اسلام اعتقاد دارند که آیه‌هایی دعوت به جنگ خارج از زمینه ترجمه شده‌اند و اگر آیه‌ها را در متن ترجمه شوند، مشاهده می‌شود که قرآن با خشونت مخالف است و جنگ را تنها در حالت دفاع از خود مجاز می‌داند.
دیوید مارگلیوث، شرق‌شناس و استاد دانشگاه، غزوه خیبر را نقطه‌ای می‌داند که اسلام از آنجا به بعد به خطری برای همهٔ دنیا بدل شده است. به گفته مارگلیوث حملات اولیه مسلمانان به ساکنان مکه و یهودی‌های مدینه (مانند غزوه بنی‌قریطه) می‌تواند به دلیل رفتارهای ناشایست و ظلم‌هایی که آن‌ها به مسلمانان کردند صورت گرفته باشد. اما او اعتقاد دارد که یهودی‌های خیبر هیچ ضرری به محمد و یارانش نرسانده بودند و غزوه خیبر را تنها با هدف غارت می‌توان توجیه کرد. به گفته او محمد در توجیه این حمله گفته است «مردم خیبر مسلمان نیستند». به گفته مارگلیوث این بهانه زمینه‌ساز حملات بی‌حد مسلمانان شد.
در طرف دیگر، دین پژوهان اسلامی باور دارند با توجه به منابع اسلامی پس از آنکه پیامبر اسلام یهودیان بنی نضیر را به سبب خیانت از مدینه بیرون راند، برخی از سران آن‌ها روانه خیبر شدند؛ و بدین گونه خیبر کانون خطر و توطئه ضد امت نوپای اسلامی شد. به اعتقاد ویلیام مونتگومری وات یهودیان خیبر، که سران بنی نضیر را در میان خود داشتند، به دنبال انتقام جویی از محمد، اموال خود را برای برانگیختن اعراب همسایه از جمله قبیله نیرومند غطفان هزینه می‌کردند تا آن‌ها را ضد مسلمانان با خود متحد سازند. این سبب کافی بود تا پیامبر به فاصله کمی از صلح حدیبیه به خیبر حمله کند.
جهاد (به‌عنوان یک واژه اسلامی) یکی از وظایف شرعی مسلمانان است. کلمه «جهاد» لغتی عربی و به معنی کوشش و مبارزه است. این واژه، ۴۱ بار در قرآن به چشم می‌خورد و اکثراً در عبارت رایج جهاد فی سبیل الله (به معنی جهاد در راه الله) به‌کار می‌رود. جهاد یک وظیفه دینی بسیار مهم در اسلام است. عده‌ای از پژوهشگران سنی از جهاد به‌عنوان رکن ششم اسلام یاد می‌کنند. هرچند چنین مسئله‌ای به‌صورت رسمی وجود ندارد. در شیعه‌های دوازده‌امامی جهاد به‌عنوان یکی از ۱۰ فروع دین شناخته می‌شود. قرآن بارها مسلمانان را به جهاد یا جنگ علیه کافران و ناباوران و در بعضی موارد علیه مسیحیان و یهودیان که در صدد اقدام علیه مسلمانان باشند، فرامی‌خواند. برنارد لوئیس، پژوهشگر تاریخ خاورمیانه، ادعا می‌کند که اکثریت قاطع متخصصان علوم الهی، حقوق‌دان‌ها و سنت‌گراها (به‌ویژه در احادیث) در گذشته ضرورت جهاد را تنها در عملیات نظامی برداشت کرده‌اند. او همچنین ادعا می‌کند در بیشتر تاریخ ثبت‌شده اسلام، چه در زمان زندگی محمد و چه پس از آن واژهٔ جهاد در معنای نظامی به‌کار رفته است. به گفتهٔ اندرو بوستوم نیز تعدادی از جهادها مسیحیان، هندوها و یهودیان را هدف قرار داده‌اند.
دنیس پرَگر، نویسنده و مقاله‌نویس آمریکایی، در پاسخ به جنبشی که با شعار «اسلام دین صلح است» فعالیت می‌کند، نوشت:
اسلام هیچگاه دین صلح نبوده است. این دین به‌عنوان یک دین جنگی آغاز و در طول تاریخش به همین صورت باقی مانده. هرگاه ممکن بوده علیه نامسلمانان جنگیده است؛ از مشرکان شمال آفریقا تا هندوهای مقیم هندوستان، بین ۶۰ تا ۸۰ میلیون نفر در دورهٔ هزارساله حکومت مسلمانان توسط آنان کشته شدند.
قرآن در آیه [قرآن انفال ۱۲] می‌گوید «ضربه‌ها را بر بالاتر از گردن (بر سرهای دشمنان) فرود آرید! و همه انگشتانشان را قطع کنید».[قرآن انفال ۱۲] این عبارت که به تهدید ناباوران می‌پردازد، بارها در عملیات‌های ترور جهادی به‌عنوان انگیزه مطرح شده است.
در مقابل، محققان اسلامی این آیه را یکی دیگر از نمونه آیه‌های دعوت به جنگ می‌دانند که خارج از زمینه ترجمه شده است. چون در آیهٔ بعدی این سوره، این مجازات مخصوص کسانی دانسته شده که با پیامبر مخالفت و دشمنی می‌کنند یا حتی به جنگ با او برخاسته‌اند.
کارن آرمسترانگ در بررسی آنچه تاریخ طولانی خصومت نسبت به اسلام می‌نامد، اظهار می‌دارد آموزه‌های محمد بر صلح و مدارا استوار است و جهاد مقدسی که قرآن به عنوان وظیفه هر مسلمان به آن اشاره می‌کند، جنگ برای برپایی یک اجتماع شایسته مبتنی بر عدالت است. آرمسترانگ در کتابی که دربارهٔ زندگی پیامبر اسلام نوشته، اسلام را از ریشه سلام به معنای صلح می‌داند و معتقد است که محمد در عین اینکه مرد جهاد بود، یک صلح طلب واقعی بوده و به عنوان نمونه به صلح مکه اشاره می‌کند.
محمد بن عبدالله جان، اعتقاد و پیروی نزدیک‌ترین یاران خود را در جریان صلح با مکه به گرو گذاشت تا این اتحاد بدون خونریزی به انجام رسد؛ چنان‌که همین معنا را از سوره فتح به خوبی می‌توان دریافت.

### بریدن سر
سر بریدن یکی از روش‌های اعدام در احکام اسلامی است. با اینکه استفاده از این روش برای اعدام در گذشته بسیار گسترده بوده است، در اواخر قرن بیستم، در بیشتر کشورهای اسلامی کنار گذاشته شده است. در حال حاضر این مجازات تنها در کشور عربستان سعودی مورد استفاده قرار می‌گیرد. در ایران، قطر و یمن نیز سر بریدن قانونی‌ست اما دیگر از آن استفاده نمی‌شود. به گزارش سازمان عفو بین‌الملل این مجازات در ایران برای آخرین بار در سال ۲۰۰۱ میلادی صورت گرفته است.

### بریدن یک دست و یک پا
بر پایه آیه ۳۳ سوره مائده قرآن، یک دست و یک پای محارب (کسی که با خدا و رسول به جنگ برخیزد) را باید قطع کرد.

### بریدن انگشتان دست
بر طبق آیه ۳۸ سوره مائده قرآن، دست دزد را باید برید.

## نگرش‌ها به اسلام
ساتون و ورتیگانس دیدگاه‌های غرب از اسلام را بر اساس کلیشه دین ذاتاً خشن و با مشخصه 'دین شمشیر' توصیف می‌کنند. از این نظر، دیدگاه غربی نسبت به اسلام دینی «تحت سلطه مناقشات، پرخاشگری، بنیادگرایی و تروریسم در مقیاس جهانی است.»" برای مثال مواردی چون حملات ۱۱ سپتامبر به این دیدگاه در نظر غیرمسلمانان دامن می‌زند که اسلام با خشونت در رابطه است. طبق آمارگیری از گروهی مسیحیان باپتیست جنوبی، از هر سه کشیش پروتستان دو تا اسلام را دینی «خطرناک» می‌دانند.